# اومون، کبک
اومون (به فرانسوی: Aumond) بخشی در منطقه شهری لا وله-دو-لا-گاتینو ناحیه اوتاوه در استان کبک کانادا است. در سرشماری سال ۲۰۱۱ این بخش ۷۰۰ نفر جمعیت داشته‌است و مساحت آن ۲۱۵٫۱۲ کیلومتر مربع است.